# チョコスプレッド

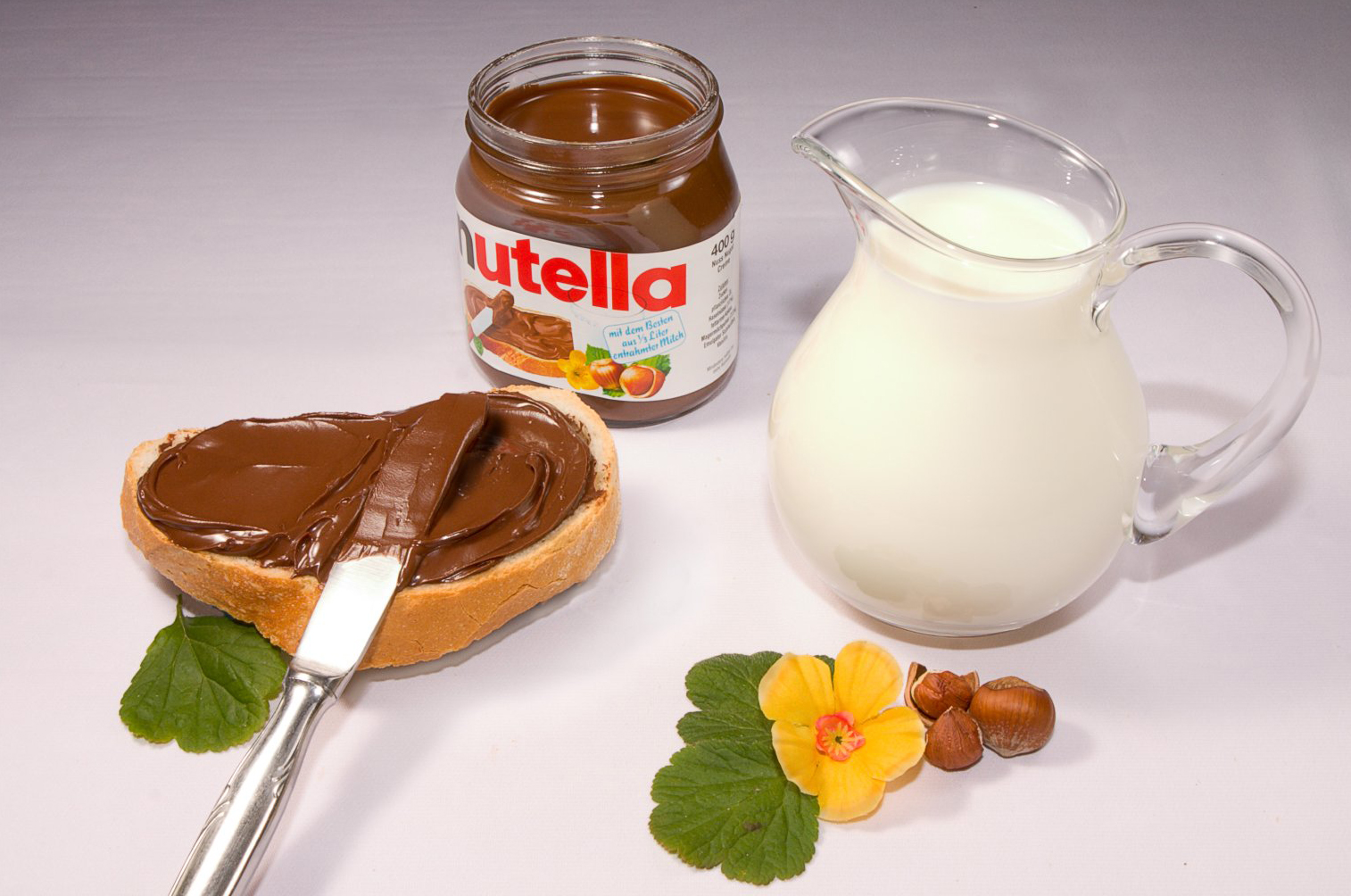
チョコスプレッド

チョコスプレッド（チョコレートスプレッドとも言う。英: Chocolate spread）は、トーストやマフィン、ピタなどにチョコレートの風味づけをするためのスプレッドである。
フィリングとしてチョコレートパン（コロネなど）やケーキ、菓子類にも使われる。
子供を中心に人気があり、家庭でもチョコスプレッドを挟んだサンドイッチなどが作られる。
香りと味の豊かな半液状の製品で、チョコレートに牛乳やココアパウダー、植物油、香料などを加えて作られる。蜂蜜やナッツ類が使われているものもある。
一般にガラス瓶やプラスチック製容器に詰めて販売されている。